# محمد بن عبد الرحمن آل الشيخ

محمد بن عبد الرحمن آل الشيخ في شبابه

محمد بن عبد الرحمن بن إسحاق آل الشيخ (1330- 1438 هـ / 1912- 2017 م) عالم سعودي، ينحدر نسبه إلى محمد بن عبد الوهاب مؤسس الدعوة السلفية في الجزيرة العربية، وكان يتمتع بعلوِّ السند في الحديث، وتقلَّد عددًا من المناصب الحكومية، كان آخرها وكيل وِزارة الشؤون الإسلامية والأوقاف والدعوة والإرشاد لشؤون المساجد والمشرف العام. ويرجع نسبه إلى قبيلة آل مُشَرَّف من المَعاضِيد من الوُهَبة أحد فروع قبيلة بني تميم العدنانية، هامة مُضَر.

## مولده ونشأته
ولد الشيخ محمد سنة 1330 هـ الموافق 1912م في أسرة علمية، فوالداه هما الشيخ عبد الرحمن بن إسحاق بن عبد الرحمن آل الشيخ وسارة بنت صالح بن عبد اللطيف بن عبد الرحمن بن حسن بن محمد بن عبد الوهاب. عاش الشيخ جزءًا كبيرًا من طفولته يتيم الأم، حيث توفيت والدته وهو في السابعة من عمره، وقد نشأ بعد ذلك في كنف والده، وتولى تربيته جدته لوالده منيرة بنت حسن بن علي بن حسين بن محمد بن عبد الوهاب.
جدّه هو الشيخ إسحاق بن عبد الرحمن آل الشيخ المتوفى سنة 1319 هـ الموافق 1901 م من أوسع علماء زمانه رحلة، حيث التمس العلم في مصر والهند ومكة المكرمة والمدينة المنورة على جملة من كبار علماء ذلك الوقت؛ أمثال الشيخ محمد نذير حسين محدّث الهند، والشيخ حسين بن محسن الأنصاري، محدّث إقليم بهوبال، ونال منهم العديد من الإجازات العلمية، وجدّه الأعلى هو الشيخ عبد الرحمن بن حسن آل الشيخ المجدد الثاني كما يطلق عليه، وعالم نجد في زمانه وحفيد الشيخ محمد بن عبد الوهاب.

## طلبه للعلم
تعلّم القرآن في الكتّاب، وتعلّم منها القراءة والكتابة، وكان والده يحضر به إلى دروس المشايخ منذ صغره، فأدرك مع والدة القراءة على يد الشيخ عبد الله بن عبد اللطيف آل الشيخ المتوفى سنة 1339هـ الموافق 1921م، ويذكر أن والده قد عاش وطال عمره حتى جاوز المائة، وتوفي بالرياض سنة 1407هـ الموافق 1987م.
عندما بلغ سن العشرين وفي سنة 1350هـ الموافق 1932م تزوّج من ابنة عمه سارة بنت محمد بن إسحاق بن عبد الرحمن آل الشيخ والتي تكفل والده بتربيتها بعد أن توفي والدها وهي رضيعة، وأنجبت منه طفلين فقط (عبد الله) و(منيرة)، وأولاداً آخرين لم تُكتب لهم الحياة، حيث رزق بولده الأول (عبد الله) في الحادي والعشرين من ذي القعدة سنة 1351هـ الموافق الخامس والعشرين من مارس 1933م، وذلك حينما كان مع والده في مكة لأداء فريضة الحج.
في السنة التي تليها 1352هـ الموافق 1933م استنفر الملك عبد العزيز جيوش للمشاركة في حرب اليمن، بقيادة ابنه الأمير فيصل بن عبد العزيز، وكان الشيخ ضمن من شملهم الاستنفار، فشارك في الحرب مع فوج (ابن دغيثر) واحد من ثلاثة أفواج رئيسة شاركت في تلك الحرب، ووصلوا بجيوشهم إلى الحديدة، واستمر التوغّل إلى أن رجع الأمير فيصل بإلحاح من والده الملك عبد العزيز، تم على أثرها عقد معاهدة الطائف (1934) بين السعودية واليمن.
بعدما قارب سن الخمسين سنة (1378هـ) الموافق (1958م)، وبإشارةٍ من زوجته الأولى، تزوّج من نورة بنت حمد بن عبد الله الناصر من أهالي الدرعية، وأنجب منها اثنا عشر من البنين، سبعة أولاد وخمس بنات، أكبرهم عبد العزيز الذي توفي في سن العاشرة سنة (1390هـ) الموافق (1969م). وقد بلغت ذرّيته من أولاد وأحفاد ومن نزل ما يزيد على الخمسين ومئة نفس.

## شيوخه
بدأ الشيخ طلب العلم في سنٍّ مبكر، حيث أسهم اهتمام والده به في رفع همَّته وانكبابه على التحصيل العلمي، وكانت مدينة الرياض وقتئذ زاخرةً بكبار العلماء، ومحطَّ رحال الطلبة من شتى أنحاء الجزيرة. فشرع في القراءة على كبار العلماء، ومن أبرز شيوخه:
1. الشيخ النحوي الفرضي حمد بن فارس (1263-1345هـ)، وقد قرأ عليه في العقيدة كتاب التوحيد للشيخ محمد بن عبد الوهاب، والعقيدة الواسطية لابن تيمية، وفي الفقه زاد المستقنع للحجّاوي، وفي الفرائض متن الرحبية، وفي النحو متن الآجرومية، وألفية ابن مالك، كما سمع منه الحديث المسلسل بالأولية: «الراحمون يرحمهم الراحمن...»، والحديث المسلسل بالحنابلة: «إذا أراد الله بعبد خيراً استعمله...»، وأجازه الإجازة العامة.
2. سعد بن حمد بن عتيق (1279-1349هـ)، وقد قرأ عليه في التوحيد، وقرأ عليه متن زاد المستقنع، وأكثر عليه في علم الحديث، وقد سمع منه الحديث المسلسل بالأولية، ونال منه الإجازة العامة، وكان يحكي أن غالب دروس الشيخ كانت في فترة الضحى.
3. محمد بن عبد اللطيف بن عبد الرحمن آل الشيخ (1273-1367هـ)، قرأ عليه في التوحيد العقيدة الطحاوية، والعقيدة الواسطية، وقرأ عليه في الحديث أكثر صحيح البخاري، وشيئاً من صحيح مسلم، وسمع منه الحديث المسلسل بالأولية، وأجازه الإجازة العامة.
4. رئيس القضاة محمد بن إبراهيم آل الشيخ (1311-1389هـ)، وهو نخبة شيوخه، حيث قرأ عليه في غالب الفنون، ولازمه ملازمةً تامة ربعَ قرنٍ من الزمان وسمع منه الحديث المسلسل بالأولية، وأمر الشيخ سنة (1386هـ) بتحرير شهادةٍ خطية له تفوق الشهادة الجامعية، وقد جاء فيها مانصّه: «إن الشيخ محمد بن عبد الرحمن بن إسحاق من تلاميذنا، وقد ابتدأ الدراسة علينا سنة (1345هـ) وواصلها حتى سنة (1370هـ)، فقرأ علينا أثناء هذه المدّة كثيراً من كتب التوحيد والأصول والحديث والفقه وأصوله والنحو والفرائض، ومجموعةً من الكتب العلمية التي تُدرّس في المرحلة العالية من كليتي الشريعة واللغة العربية، وكان إلى جانب ذلك متحلياً بحسن الديانة والتقوى والورع والثقة والأمانة، مع الهدوء والعقل الراجح. وتقديراً منا لما بذله المذكور من جهودٍ متواصلة في دراسته وما يتحلّى به أمرنا بتحرير هذه الشهادة له.»

يقول أحد أبناء المترجم: «كان والدنا يُلوّح بهذه الشهادة أمامنا ويقول: هذه هي الشهادة الحقيقيّة، في إشارة إلى ابتعاد غالبيتهم عن العلم الشرعي».
وقد التقى خلال فترة التحصيل العلمي عدداً من كبار أهل العلم، ومن هؤلاء:
- سليمان بن سحمان (1266-1349هـ).
- عبد الله بن بليهد (1284-1359هـ)
- عبد الله بن حسن آل الشيخ (1287-1378هـ).
- عمر بن حسن آل الشيخ (1319-1395هـ).
- صالح بن عبد العزيز بن عبد الرحمن آل الشيخ (1287-1372هـ).
- عبد الله بن حميد (1329-1402هـ).
- عبد العزيز بن صالح بن مرشد (1313- 1416هـ).
- عبد الرحمن بن محمد بن فارس (1307- 1418هـ).
- عبد العزيز بن عبد الله بن باز (1330- 1420هـ)، وقد كان له مع الشيخ ابن باز علاقة خاصة وزمالة علمية وودٌّ كبير.

وفي الجملة فقد كان المترجَم من أبرز طلبة العلم في مدينة الرياض وقتئذ، فقد جاء في وثيقةٍ مؤرّخة سنة (1355هـ) بخط الشيخ محمد بن سعود العريفي (من علماء منطقة حائل) لمّا زار منطقة الرياض ما نصّه: «طلبة العلم أهل الجنوب وأهل الوادي...»، ثم سرد أسماء ستين طالباً ومن جملتهم: «...أهل الرياض: آل الشيخ: عيال محمد ثلاثة: عبد الرحمن وعبد الله وإبراهيم، وآل إبراهيم عيال الشيخ اثنين: عبد العزيز وإبراهيم، وإخوانه اثنين: عبد اللطيف وعبد الملك، وعيال عمر ثلاثة: عبد الرحمن وعبد الله وعبد اللطيف بن محمد المصري، وسليمان بن عبد الله وابنه عبد الله، وعمه صالح بن عبد العزيز، وعبد العزيز بن عبد الرحمن ابن أخيهم، ومحمد بن عبد الرحمن بن إسحاق، وعبد الرحمن بن علي وسليمان.»

## مناصبه
كان لمنزلة الشيخ الخلقية والعلمية والثقافية الأثر البالغ في تقليده عدداً من المناصب التي تولاّها، وأبرز من خلالها جهداً ملموساً، ونشاطاً علمياً، ولقد كان لتقلّبه في عددٍ من المناصب الأثر الواضح في إكسابه الخبرة في كثيرٍ من المجالات، ويمكن سرد المناصب التي قام بها على النحو الآتي:
- تعين مجاهداً بإدارة المجاهدين سنة (1357ه)ـ، واستمر على ذلك حتى سنة (1362هـ). سنة 1362هـ
- تعين عضواً في هيئات الشرقية، ومن ثم رئيساً لهيئة الوسيطا بالرياض سنة (1374هـ).
- سنة (1377هـ) عُيِّن بموجب الأمر الملكي وبتزكية من الشيخ محمد بن إبراهيم رئيساً لدور الأيتام المعروفة بدار التربية والرعاية الاجتماعية والتي إلحقت فيما بعد بوزارة العمل والشؤون الاجتماعية.
- سنة (1382هـ) عُيّن رئيساً للأوقاف بنجد والمنطقة الشرقية التابعة لوزارة الحج والأوقاف آنذاك، ورقي بعد ذلك إلى مستشار شرعي بالرئاسة، ثم عُيّن سنة (1385هـ) مديراً عاماً للأوقاف بالمنطقة الوسطى والشرقية، واستمر على ذلك 13 سنة.
- سنة (1398هـ) عُين وكيلاً مساعداً لوزارة الحج والأوقاف لشؤون المساجد، ثم وكيلاً للوزارة بالمرتبة الخامس عشرة سنة (1399هـ).
- تقاعد سنة (1410 هـ)، ومن ثم تعاقدت معه وزارة الشئون الإسلامية بأمر ملكي وبمميزات مرتبة معالي على وظيفة وكيل الوزارة المشرف العام وشغل هذا المنصب حتى وفاته.

## ذرِّيته
من أبنائه:
- عبد الله ولد سنة (1351هـ)، وحصل على شهادة الدكتوراه في أصول الفقه من جامعة الأزهر مع مرتبة الشرف الأولى، وذلك من خلال تحقيقه لكتاب الحافظ العلائي الموسوم بـ(تلقيح الفهوم في تنقيح صيغ العموم)، وقد طُبع الكتاب بتحقيقه سنة (1403هـ)، وعمل في الرئاسة العامة للإفتاء ووزارة الشئون الإسلامية ردحاً من الزمن حتى كان آخر منصب تولاه هو نائب المشرف العام على مجمع خادم الحرمين الشريفين لطباعة المصحف الشريف، حيث تقاعد سنة (1426هـ) وذلك قبل أن ينتقل إلى جوار ربه أثناء تلقيه العلاج لمرض عضال في أحد مستشفيات الولايات المتحدة الأمريكية في صباح يوم السبت الثاني عشر من ذي القعدة سنة (1430هـ). وله من أبناء أربعة أولاد وثمانية بنات.
- أحمد، من مواليد سنة (1382هـ) وهو يحمل شهادة البكالوريوس في علم الاجتماع سنة (1405هـ) من جامعة الإمام محمد بن سعود، وقد بدأ حياته المهنية كرجل أعمال، حتى أصبح حاليا يشرف على العديد من الأعمال التجارية المتنوعة، وعضوية مجلس إدارة العديد الشركات المساهمة، وله من الأبناء ولدين وثلاثة بنات.
- الدكتور حسن من مواليد سنة (1384هـ)، تخرج من كلية الشريعة بجامعة الإمام محمد بن سعود متخصصاً في الاقتصاد الإسلامي سنة (1406) هـ، وأكمل تحصيله العلمي في الولايات المتحدة وبريطانيا حتى تحصل على الدكتوراه في الإدارة من جامعة أكستر سنة (1415 هـ) ويشغل أحد المراتب العليا في الدولة، وله من الأبناء بنت وولدين.
- هشام، يحمل درجة البكالريوس من جامعة الملك سعود من كلية الآداب تخصص علاقات عامة سنة (1409هـ)، يتولى حالياً أحد الوظائف الإشرافية في شركة ارامكو السعودية في مدينه الرياض، وله من الأبناء ثلاثة أولاد وبنتين.
- عبد العزيز، تخرج من جامعة الملك سعود كلية العلوم الإدارية سنة (1413هـ) وأكمل تحصيله العلمي من الولايات المتحدة الأمريكية والمملكة المتحدة حتى تحصل على شهادة الدكتوراه من جامعة برونيل سنة (1422هـ) متخصصاً في الإدارة، ويشغل حالياً أحد الوظائف العليا في إحدى المؤسسات الحكومية، وله من الأبناء ولدين وثلاث بنات.
- عبد اللطيف، تخرج من كلية الآداب جامعة الملك سعود سنة (1418 هـ)، وأكمل تحصيله العلمي في المملكة المتحدة حتى تحصل على شهادة الدكتوراه في إدارة الأعمال من جامعه سري ببريطانيا سنة (1428هـ). وهو حالياً يشغل أحد الوظائف القيادية في أحد الشركات البريطانية العاملة في المملكة ضمن برنامج التوازن الاقتصادي، وله من الأبناء ثلاثة أولاد وبنت.
- فيصل، تخرج من جامعة الملك سعود متخصصاً في القانون سنة (1424 هـ)، وحصل على شهادة الماجستير في ذات التخصص من جامعة سنترال لانكشر من بريطانيا سنة (1427هـ)، وحالياً يدرس الدكتوراه في القانون في كلية كوين ميري بجامعة لندن، ويعمل في أحد الشركات البريطانية العاملة في المملكة ضمن برنامج التوازن الاقتصادي، وله من الأبناء ولد وبنت.
- كما أن له ستة من البنات وهن؛ منيرة وهي حرم عبد العزيز بن عبد الله بن عبد الرحمن بن عدوان، ونوف وهي حرم عبد العزيز بن محمد بن دغيثر، ومشاعل وهي حرم محمد بن عبد الملك بن إبراهيم آل الشيخ، وجواهر وهي حرم سمو الأمير تركي بن محمد بن سعود بن هذلول بن ناصر الثنيان آل سعود، العنود وهي حرم سمو الأمير بدر بن محمد بن عبد الله بن جلوي بن تركي آل سعود، والفهدة وهي حرم صاحب السمو الملكي الأمير فيصل بن محمد بن ناصر بن عبد العزيز آل سعود.

## وفاته
توفي محمد بن عبد الرحمن آل الشيخ صباح الجمعة 15 ربيع الآخر 1438هـ الموافق 13 يناير (كانون الثاني) 2017م، عن 108 سنة، وصُلِّي عليه عصرًا بجامع الملك خالد في أم الحمام. وشهد الصلاة عليه عددٌ كبير من محبِّيه، على رأسهم مفتي المملكة الشيخ عبد العزيز بن عبد الله آل الشيخ الذي أمَّ المصلِّين في الصلاة على جنازته، ثم دُفن في مقبرة الشُّعَيبة بالدرعية. وقدَّم واجب العزاء فيه الملك سلمان بن عبد العزيز آل سعود، والأمير فيصل بن بندر بن عبد العزيز أمير منطقة الرياض.

## طالع أيضًا
- الإمام محمد بن عبد الوهاب
- الشيخ إسحاق بن عبد الرحمن آل الشيخ
- آل الشيخ